# Богданов, Николай Николаевич (государственный деятель)
Николай Николаевич Богданов (26 сентября 1875, Санкт-Петербург — 26 февраля 1930, Ле-Лаванду) — земский деятель, депутат Государственной Думы II созыва от Рязанской губернии, с 1913 года — председатель Ялтинской Уездной Управы, затем Таврической Губернской Земской Управы, после Февральской
революции — комиссар Временного правительства в Таврической губернии, депутат Всероссийского Учредительного Собрания от партии кадетов, Министр Внутренних Дел во втором Крымском Краевом Правительстве.

## Биография

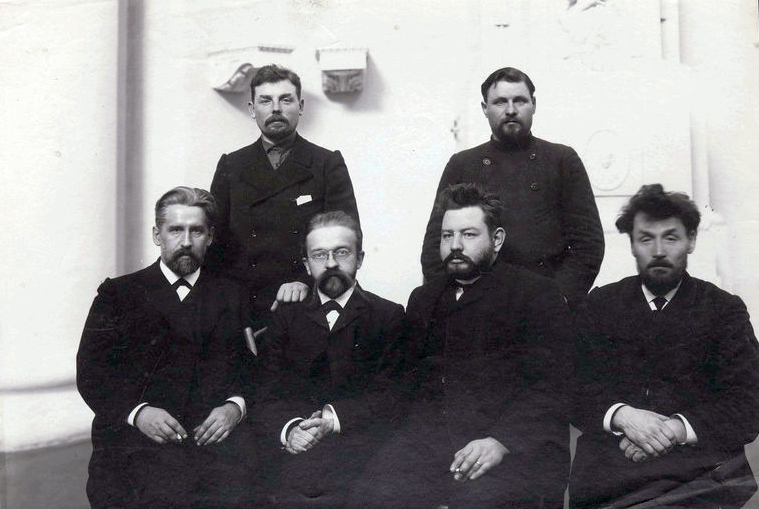
Депутаты Государственной думы II созыва от Рязанской губернии. Стоят: Губанов В. Г., Рябов Н. П.; сидят: Успенский В. П., Салазкин А. С., Богданов Н. Н., Смагин А. З.

Родился в обедневшей дворянской семье. В Братовке, имении его отца Николая Дмитриевича Богданова, жила не только его семья, но и сестра Софья Дмитриевна и брат отца Александр Дмитриевич Богдановы.
В 1892 году Н. Н. Богданов был привлечён Тамбовским гyбернским жандармским управлением к следствию и подвергся тюремному заключению на один месяц за хранение нелегальной литературы. В результате был подвергнут гласному надзору на два года. В апреле 1894 года освобождён от надзора по собственному ходатайству. Был принят в Рижский политехнический институт, но не успел прослушать его курс, так как был выслан под полицейский надзор в Рязанскую губернию как «политически неблагонадежный». Офицер с 1894 (в конце жизни полковник артиллерии). С 1897 по 1900 год находился под гласным надзором полиции в Раненбурге Рязанской губернии. В 1905 год член Раненбургской уездной и Рязанской губернской земских управ и почётный мировой судья. С 1906 года состоял в Рязанских губернских и уездного комитетов Конституционно-демократической партии. Владел сельскохозяйственными землями площадью 416 десятин.
6 февраля 1907 избран в Государственную думу II созыва от общего состава выборщиков Рязанского губернского избирательного собрания. Вошёл в состав Конституционно-демократической фракции. Состоял в Комиссии по народному образованию.

### В Крыму

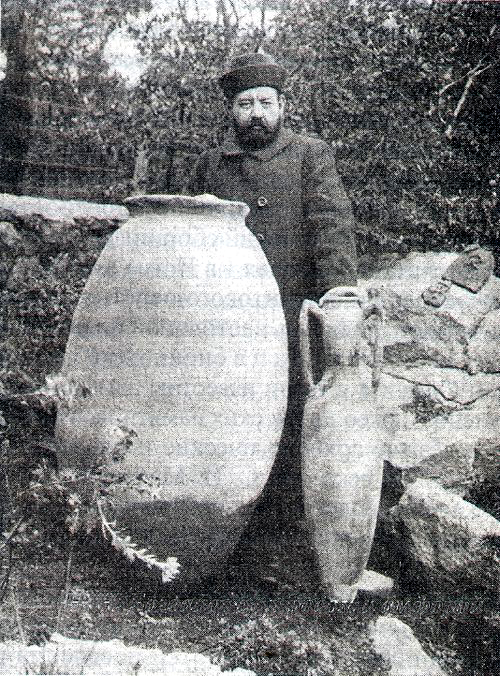
Н. Н. Богданов с пифосом и амфорой.

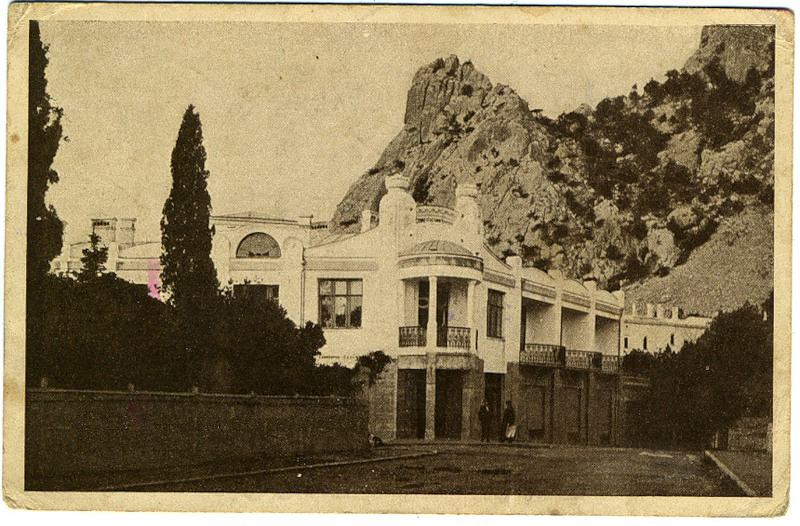
«Большой Богдан» — дача Н. Н. Богданова в Новом Симеизе.

До постоянного переезда в Крым служил инспектором в Русском страховом обществе при правлении в Санкт-Петербурге. По делам службы приходилось постоянно ездить по всей стране, останавливаясь в гостиницах, при этом Богданов не имел постоянной квартиры. Его жена с детьми с 1907 года жила в Алупке на даче Лутовиновых. В сентябре 1909 г. жили на даче Я. П. Семёнова в Новом Симеизе. Богданов же приезжал к семье на все праздники. Был избран на пост председателя Общества курорта Симеиз. Сначала (до 1910 г.) Богданов приобрёл в Новом Симеизе участок земли под № 15, площадью 500 квадратных саженей, там было начато строительство дачи, получившей название «Малый Богдан». 25 июня 1910 года он купил соседний участок земли под № 14, площадью 200 квадратных саженей, на котором построил вторую дачу под названием «Большой Богдан». С 1910 года председатель общества дачевладельцев Симеиза.
С 1913 года был избран председателем Ялтинской уездной управы, а затем и Таврической губернской земской управы. Под его руководством в Ялтинском уезде было построено несколько дорог: от Скути (Приветное) до Карасубазара (Белогорск), от Скели (Родниковское) до Узунджи (Колхозное).

### Революция и Гражданская война в России
После Февральской революции комиссар Временного правительства в Таврической губернии.
В конце 1917 года избран депутатом Всероссийского Учредительного собрания по Таврическому избирательного округу от списка № 1 (партия Народной свободы (кадеты)).
В Добровольческой армии с декабря 1917, начальник интендантской части. Участник Корниловского ледового (1-го Кубанского) похода. Он проделал весь путь верхом на коне, везя с собой, как казначей, все фонды Добровольческой Армии. В 1918 году вошёл в Экономический совет Донского войскового правительства, в феврале — апреле 1918 года заведующий финансовым отделом, затем финансовой и контрольной частью. 15 ноября 1918 года — 15 апреля 1919 года Министр внутренних дел в Крымском краевом правительстве С. С. Крыма, а также первоначально военный и морской министр. По воспоминаниям В. А. Оболенского:

Ему было вверено Министерство Внутренних Дел, наиболее тягостное для нашей интеллигентной психологии. Приходилось заново создавать кадры местной стражи, организовывать розыск, охранять внутреннюю безопасность, остерегаясь прибегать слишком часто к помощи несдержанной в своих порывах воинской силы. И всё это он проделал просто, без ужимок, но и без сладострастия, с обычною энергиею и с обычною улыбкою своих больших голубых глаз. Этот непрезентабельный грузный человек был пожалуй, больше всех других любим в нашей среде.
С мая 1919 вступил в Всероссийский национальный центр. При Крымской эвакуации в 1919 году он выехал не в эмиграцию, а в Новороссийск к Деникину. Летом 1919 года был направлен генералом А. И. Деникиным к адмиралу А. В. Колчаку в Сибирь. По воспоминаниям П. С. Бобровского:

«Единственным путем в Сибирь в то время был путь с северного побережья Каспийского моря вдоль Урала. Н. Н. с семьей так и поехал: с Кубани — на Кавказ, оттуда Каспийским морем в Гурьев городок. Ехал он с женой, детьми и еще с несколькими путниками. В Гурьевом городке купили они лошадей, на которых и проделали путь до Челябинска. В момент приезда их в Челябинск фронт Колчака уже дрогнул. И дальше началось отступление на восток, вплоть до Владивостока. За границей Н. Н. не хотел оставаться. Крым в то время был свободен от большевиков. И вот он с семьей отправился в Японию, а оттуда вокруг всей Азии в Константинополь. В Константинополь они приехали в момент сдачи Деникиным большевикам всей только что завоеванной территории. Оставался противобольшевистским только Крым. Не желая подвергать семью риску, Н. Н. поехал на Балканы. Но тоска по России заставила его все же рискнуть поехать в Крым уже в одиночестве. И он попал снова на эвакуацию».

### В эмиграции
В Константинополе кооптирован в местное отделение Центрального комитета Конституционно-демократической партии. Член Российского земско-городского комитета помощи беженцам. В начале 1921 перебрался в Югославию. С декабря 1921 года — председатель Белградской группы конституционных-демократов. Был сторонником «новой тактики» П. Н. Милюкова. Член Белградского отделения Всероссийского земского союза. В конце 1923 переехал в Прагу (Чехословакия). Вступил в Пражскую демократическую группу, объединявшую сторонников Милюкова. Один из создателей и секретарей президиума Общества по изучению городского самоуправления в Чехословакии. Участвовал в издании журнала «Самоуправление». Являлся хранителем Русского заграничного исторического архива.
Масон, был членом парижской ложи «Северная звезда».

## Семья

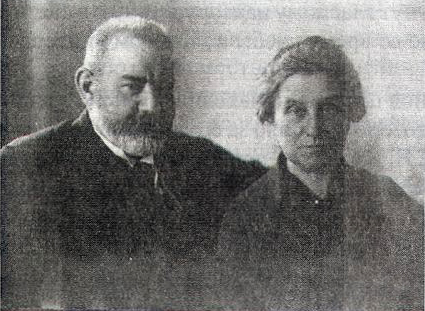
Н. Н. Богданов с женой Софией Павловной ур. Коробьиной.

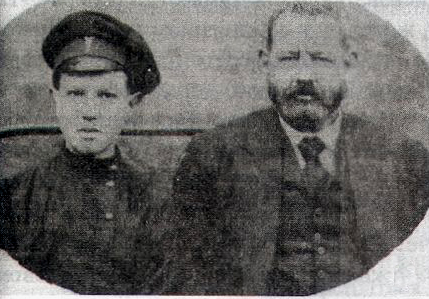
Н. Н. Богданов с сыном Константином.

- Жена — София Павловна урождённая Коробьина (1881—1974), дочь Павла Ивановича Коробьина и Софьи Дмитриевны, урождённой Богдановой, тети её мужа.
  - Дочь — София Николаевна Богданова (1904—1989) в 1947 году вернулась вместе с матерью в СССР[11], в конце 1950-х жила в Симферополе, где работала на красильной фабрике[12]. Затем работала учительницей французского языка в начальных классах нескольких сельских школ Крыма. Последние годы жила в Симферополе.
  - Сын — Константин Николаевич Богданов (1906—1924) скончался во Франции

## Отзывы современников
Тучный, широкоплечий, с короткою шеею, с круглым широким лицом — с виду увалень, который лучше всего должен был себя чувствовать в покойном кресле, он, однако, был самый подвижный из нас. Даже места постоянного не имел. Все передвигался: то сядет направо, то налево, где случайно свободный стул окажется. Из заседания непрерывно отвлекали его телефоны. Бумаг с собой никаких никогда не таскал; докладывая свои дела, вытаскивал иногда какую-нибудь официальную бумажку то из одного, то из другого кармана. В докладах был очень краток, деловит и решителен. Столь же решителен был и в действиях. Огромная энергия и смелость совмещались в этом человеке с исключительной мягкостью и бесконечным добродушием. В. А. Оболенский.

## Сочинения
- Крым при Временном правительстве: (из воспоминаний) // Местное самоуправление: Труды Общества для изучения городского самоуправления в Чехословацкой республике. Прага, 1927. Вып. 4. С. 160—185.
- Открытое письмо А. И. Деникину // Последние новости. Париж. 1928. 22 декабря.
- Крымское краевое правительство [1919 г.] / Публикация А. С. Пученкова. // Новейшая история России. 2018. Т. 8. № 2. С. 534—557.
- Организация Добровольческой армии и Первый Кубанский поход. ГАРФ. Фонд Р-5881. Опись 2. Дело 255.

### Рекомендуемые источники
- Некролог (автор В. Оболенский) // Последние новости, Париж, 1930, 1 марта, № 3265.
- Некролог. // Сегодня, Париж, 1930, 4 марта, № 63.
- Рязанская энциклопедия. Рязань, 1999. Том 1;
- Серков А. И. Русское масонство, 1731—2000: Энциклопедический словарь. М, 2001.
- Волков С. В. Первые добровольцы на Юге России. — М.: НП «Посев», 2001

### Архивы
- Государственный архив Российской Федерации. Фонд 523. Опись 1. Дело 321.
- Российский государственный исторический архив. Фонд 1278. Опись 1 (2-й созыв). Дело 42; Дело 566. Лист 8.